# Odontopyge attemsi
Odontopyge attemsi är en mångfotingart som beskrevs av Karl Wilhelm Verhoeff 1901. Odontopyge attemsi ingår i släktet Odontopyge och familjen Odontopygidae. Inga underarter finns listade i Catalogue of Life.